# Mala onda
Mala onda es una novela Bildungsroman escrita por el chileno Alberto Fuguet y publicada en Buenos Aires el 14 de noviembre de 1991.
La obra más popular de Fuguet y quizás la más representativa de la llamada "nueva narrativa" que surgió en el Chile postdictatorial, Mala onda está escrita en un lenguaje ácido y cinematográfico, con abundantes referencias a la cultura pop norteamericana y chilena de finales de los años 1970. En 2011 fue reeditada según indicaciones del autor, aunque sin sufrir cambios sustanciales.
En 2007 Fuguet planeó dirigir una adaptación cinematográfica de Mala onda  con guion de Francisco Ortega, así como escribir una secuela (titulada Matías Vicuña, como el protagonista de la novela), pero más tarde renunció definitivamente a ambos proyectos. Sin embargo, en 2008 Fuguet publicó en su sitio web una serie de cortometrajes dirigidos por él y protagonizados por el actor Ignacio Aycaguer como Matías Vicuña, que habían sido realizados como parte los requisitos exigidos por la CORFO para financiar la abortada película. Asimismo, un capítulo de la cancelada secuela, titulado Nosotros, se publicó en la antología de cuentos de Fuguet Juntos y solos (2017).
Mala onda empezó originalmente como una historia corta que Fuguet escribió en el taller literario de Antonio Skármeta, llamada El Coyote se comió al Correcaminos. Este título fue usado luego como el nombre de uno de los álbumes del rockero ficticio Josh Remsen, que aparece en la novela.
El libro contiene paralelismos y referencias a The Catcher in the Rye (1951).

## Argumento
Ambientada en Santiago durante los días que rodean el plebiscito de septiembre de 1980 (el cual decidiría la aprobación de una nueva Constitución y la permanencia en el poder del dictador Augusto Pinochet durante ocho años más), la historia está narrada en primera persona por su protagonista, Matías Vicuña, un adolescente chileno de 17 años hijo de padres acomodados y arribistas. Recién llegado de un estimulante viaje de estudios en Río de Janeiro —en donde conoce nuevos mundos, disfruta de su libertad al máximo y comparte con Cassia, una chica de la zona, un impetuoso romance—, se deprime al reencontrarse con un Chile gris, sitiado por los militares. La vida de Matías transcurre entre las fiestas, el consumo de alcohol y drogas, el rock, las películas de Hollywood, el sexo, la apatía y el tedio que le genera vivir en un país retrógrado, frívolo y sometido a una dictadura tanto física como moral. 
Matías no está contento de volver a su ciudad natal; después de tanto placer y liberación, reencontrarse con la represión, el conservadurismo y el encierro del Chile dictatorial no le hace mucha gracia. Pero ya de regreso en Santiago, nuevamente se sumerge en su rutina habitual, un mundo marcado por el alcohol, las drogas y la decadencia de una clase social que en aquel entonces concentra el poder económico y político y, por ende, tiene las libertades propias que esto otorga. Matías se reúne con sus amigos en el Juancho's, un bar que frecuentan los jóvenes de la clase alta. Allí trabaja Alejandro Paz ("el gran Alejandro Paz de Chile"), barman que, a pesar de sus ideales marxistas, comparte con Matías un profundo amor por la cultura norteamericana (lee revistas en inglés, se mantiene muy informado sobre lo que pasa en Estados Unidos y sueña con vivir allí).
Cierto día surge la idea de ir por el día a Reñaca; allí Matías y sus amigos Cox, Lerner, Patán y Nacho se encuentran con Papelucho, el otro miembro del grupo, que aparece acompañado de un amigo estadounidense, Rusty. Este causa sensación entre todos los presentes, menos en Matías, quien con su presencia se siente cada vez más relegado del grupo, hasta que finalmente decide abandonarlos y regresar a Santiago por su cuenta.
El lunes vuelven a clases, y después se celebra el cumpleaños de Rosita Barros, una compañera de curso, pero esa misma tarde los amigos de Matías organizan un “carrete” en casa de Rusty. Hay muchas drogas, alcohol y buena música. Sin embargo, Matías nuevamente se aburre y se va al cumpleaños de Rosita, sólo para ver a Antonia, la chica de la que está enamorado. Allí no es muy bien recibido debido a su actitud apática y decide retirarse. Así es como, poco a poco, Matías empieza a caerle mal a la gente y a alienar a sus propios amigos, a entrar en decadencia y a perder incluso la capacidad de goce.
Borracho y deprimido, esa misma noche lee un libro que le había prestado y recomendado Alejandro Paz, The Catcher in the Rye de J. D. Salinger, el cual le marca profundamente, sintiéndose plenamente identificado con el protagonista, Holden Caulfield. A la mañana siguiente decide no asistir a clases e intenta desesperadamente comunicarse con Paz para comentarle sobre el libro, sin conseguirlo. Luego se reúne con Flora Montenegro, su profesora de castellano y confidente, en un restorán naturista. Ella le dice que el libro es muy juvenil, muy obvio. Matías se marcha un tanto desilusionado después de esta conversación.
Al llegar a casa, se entera de que su familia está organizando una fiesta para esa noche, con motivo de celebrar el onomástico de su tío abuelo, Sergio. En la fiesta, el ambiente se pone un poco denso ya que, envalentonados por el alcohol, los invitados empiezan a actuar de acuerdo con sus sentimientos. Así, Matías descubre a su madre tomada de la mano de Sandro, el socio de su padre; a su vez, el padre de Matías observa también toda la situación sin siquiera molestarse. En la mesa, el agasajado tío Sergio hace un comentario que provoca la risa general, pero que ofende profundamente a Matías, así que este lo increpa en fuertes términos delante de todos los presentes. Esto motiva un enfrentamiento con su madre y Matías decide irse de casa, llevándose únicamente el libro de Salinger, un cheque en blanco y unos gramos de cocaína que descubre ocultos en la habitación de su padre.
Después de recorrer Santiago en busca de algún lugar donde pasar la noche bebiendo, termina alojándose en el City Hotel y gastando mucho dinero, al igual que su héroe Holden Caufield. Al día siguiente, Matías compra una gorra de cazador similar a la que usa Caulfield en la novela, y una edición del Village Voice que anuncia en su portada una entrevista realizada a Josh Remsen, un músico norteamericano casi desconocido del que Alejandro Paz le había hablado pocos días antes. Al leer la entrevista, se sorprende por las similitudes entre Remsen, Holden Caulfield y él mismo.
Mientras está de compras en el centro, se produce una manifestación pacífica contra la dictadura, la cual es rápidamente reprimida por Carabineros. Matías se esconde en el Café Haití, donde se encuentra casualmente con su abuelo. Ambos se ven obligados a desalojar el lugar y, en medio de las bombas lacrimógenas y la brutalidad policial, consiguen refugiarse en el Club de la Unión, del cual el abuelo de Matías es socio. Después de charlar un rato, su abuelo toma un taxi y se va, no sin antes ofrecer a Matías llevarlo de vuelta a casa, pero él prefiere quedarse en el club. Matías quiere un cambio drástico y decide raparse la cabeza. Mientras está cortándose el cabello en la peluquería del club, llega su padre, quien había sido secretamente avisado por el mozo del club, a instancias del abuelo de Matías.
El padre de Matías decide llevar a su hijo a una casa de masajes para compartir con él una desenfrenada noche llena de drogas y sexo con prostitutas. Luego le confirma entre lágrimas que efectivamente Sandro y la madre de Matías son amantes, por lo que el matrimonio está a punto de romperse a pesar del amor que siente el padre de Matías por su esposa. Ambos, padre e hijo, se unen como nunca antes y deciden volver juntos al departamento.
El epílogo tiene lugar algunos días después del plebiscito, en el que el dictador Pinochet ha logrado obtener un cómodo triunfo. Alejandro Paz, que había sido acusado de subversión y detenido antes del plebiscito, consigue la visa para exiliarse a Estados Unidos, pero antes de marcharse le obsequia a Matías varias de sus revistas y el disco El Coyote se comió al Correcaminos, de Josh Remsen. Loreto, la mejor amiga de la madre de Matías y exesposa de Sandro, se suicida al enterarse de la relación que mantienen estos. La madre de Matías escapa a Buenos Aires, seguramente para reunirse allí con su amante, y las hermanas de Matías se van a vivir juntas en casa de la mayor de las tres, por lo que él y su padre se encuentran solos. Matías decide ir a dar una vuelta al cerro San Cristóbal para despejarse y dejar atrás la mala onda que ha acarreado durante tanto tiempo y, mientras desciende en su bicicleta y siente el fuerte golpe del viento, ve a lo lejos nuevamente una luz en el horizonte ("Sobreviví, concluyo. Me salvé. Por ahora".).

## Análisis
En Familiar Patterns: Rejection and Fleeing in the Narrative of the McOndo Generation (2011), Teresa M. Lorenz sostiene que "al contemplar la manera en que sus padres valoran las expectativas sociales, especialmente las relativas a los roles de género y la conservación de su imagen familiar, Matías se da cuenta de que no está conforme con ser forzado a llevar una máscara para poder encajar. Ha estado imitando en lugar de ser, a la vez que oculta el disgusto hacia su familia, su vida y su país que realmente yace en su interior".[cita requerida]

## Personajes

### Familia Vicuña
- Matías Vicuña: Protagonista y narrador de la novela. Es un adolescente santiaguino de 17 años de edad. Bohemio, errante y con una visión pesimista de la vida, está aburrido del entorno que le rodea y aborrece a su familia (a excepción de su sobrino recién nacido, Felipe) y amigos (salvo excepciones, como Nacho, Alejandro Paz, Flora Montenegro y especialmente, Antonia) lo que le lleva a refugiarse en las drogas y el alcohol. Accidentalmente descubre que es de origen judío por el lado materno, aunque sólo su madre y sus abuelos lo saben y no desean revelar el secreto por temor a los prejuicios antisemitas de la derecha chilena.
- Esteban Vicuña: Padre de Matías. Es un hombre de negocios de clase alta, derechista pero libertino. Su vida gira en torno al sexo. Aunque ama a su esposa, tiene una larga historia de encuentros sexuales extramaritales con numerosas mujeres, gracias a su buen aspecto físico. Al ser su único hijo varón, está obsesionado con que Matías siga sus pasos ("Mi padre siempre intenta hablarme de sexo, me regala condones, plata para putas [...] Debe pensar que soy virgen o maricón. Siempre trata de parecer liberal y huevear. Ni idea de por qué lo hace. Ningún otro padre que conozco es así. La mayoría ni siquiera mira a sus hijos. El mío no para de hablarme. Suerte la mía.").
- Rosario Jaeger: Madre de Matías. Es una mujer arribista y superficial. Su relación con Matías es fría y distante. Aunque debe tolerar las infidelidades de su esposo, ella misma mantiene un affair con Sandro, amigo y socio de Esteban y exesposo de su amiga Loreto.
- Pilar Vicuña: Hermana mayor de Matías. Lleva dos años casada con un rugbista llamado Guillermo Iriarte ("un asco de tipo", según Matías) y tiene tres hijos. Su matrimonio fue por decoro, ya que presentaba cuatro meses de embarazo. Es madre de Felipe.
- Francisca Vicuña: Hermana de Matías, aparentemente la más atractiva de las tres. Tiene 18 años y estudia publicidad en un exclusivo instituto privado.
- Beatriz Vicuña ("Bea"): Hermana menor de Matías. Tiene 14 años y se lleva mal con su hermano, aunque sus amigas se sienten atraídas a él y revisan su ropa interior cuando él no está.
- Carmen: Empleada doméstica de los Vicuña. Odia su trabajo y siempre está de mal humor.
- Felipe Iriarte: Sobrino recién nacido y ahijado de Matías, hijo de Pilar. Es el único miembro de su familia por el que Matías siente genuino afecto. En Por favor, rebobinar, la segunda novela de Fuguet, reaparece convertido en un adolescente problemático que trafica drogas.
- Iván Jaeger: Abuelo de Matías. Asegura ser descendiente de una poderosa familia húngara, pero en realidad es de origen judío. Su verdadero nombre es István Rothman.
- Sergio Vicuña: Tío abuelo de Matías, embajador de Chile en Indonesia. En palabras de Matías "[s]iempre tuvo deseos de ser diplomático pero, según mi madre, nunca le dio el seso. Sus contactos, más su simpatía, le permitieron de todas formas conseguir trabajos de lameculos en Lan y Codelco y la Compañía Sudamericana de Vapores, por lo que siempre ha vivido fuera de Chile." Aunque no es un personaje importante en la historia, un comentario suyo durante un banquete en casa de los Vicuña para conmemorar su santoral ("Y después dicen que en Chile no hay qué comer") provoca la indignación de Matías ("¿Por qué no se da una vuelta por las poblaciones y deja de hablar huevadas?") y su huida de casa por algunos días.

### Amigos y compañeros
- Ignacio "Nacho" Detmers: Mejor amigo de Matías. Aficionado al surf y la cultura carioca, su padre, un oficial de la Armada, le niega el permiso para viajar a Río de Janeiro como castigo por haber abandonado la Escuela Naval. Esto le genera un resentimiento hacia Matías por sí haber podido participar en el viaje.
- Cox: Amigo de Matías. En Por favor, rebobinar aparece mencionado como hermano mayor de uno de los personajes principales, José Luis "Toyo" Cox; allí se revela que su nombre de pila es Patricio.
- Andrés Lerner
- Patán
- Papelucho: Amigo de Matías. Después de ser expulsado del colegio desarrolla un espíritu mundano y un exceso de confianza que le provocan repulsión a Matías. Su apodo es una referencia directa a Papelucho, la serie de novelas infantiles de Marcela Paz con las que Fuguet se familiarizó con el idioma español y la cultura chilena, y que además inspiraron Mala onda.
- Antonia Prieto: Compañera de curso de Matías. Mantienen una curiosa relación de amor-odio. Matías está enamorado de ella, y aunque se da a entender que ella también, Antonia prefiere comportarse fríamente. Según José Leandro Urbina, en su ensayo Mala onda de Alberto Fuguet: Crecer bajo la dictadura, "Antonia es casi un símbolo de las fantasías autoritarias, una virgen fascista, 'alta y perfecta'".
- Alejandro Paz: Barman del pub Juancho's. Uno de los pocos amigos reales de Matías, que se refiere a él como "el gran Alejandro Paz de Chile", y con quien suele entablar diálogos en inglés. A pesar de ser simpatizante comunista, está profundamente enamorado de los Estados Unidos.
- Gonzalo McClure: Compañero de curso. Matías secretamente lo considera su "rival", ya que tiene una relación con Antonia, aunque admira sus conocimientos musicales y ambos se tratan en buenos términos. Aparece en Por favor, rebobinar como conductor de un popular programa de conversación en Radio Interferencia.
- Flora Montenegro: Profesora de castellano de Matías. Es una mujer ultraliberal, de carácter rebelde y de gran cultura que ha recorrido el mundo. Ella y Matías suelen reunirse en algún restaurante después de clase para discutir diversos temas.
- Luisa Velásquez: Compañera de curso. Es una estudiante aplicada a la que le gusta sobreanalizar las cosas. Siente una fascinación por Matías que le lleva a ser su amiga, a pesar de sus personalidades tan distintas. Aparece en Por favor, rebobinar como la psicóloga de Andoni Llovet.
- Julián Longhi
- Rusty Ratliff: Surfista estadounidense amigo de Papelucho. Su nombre es un homenaje a Rusty James, el personaje de Matt Dillon en La ley de la calle (la película que inspiró a Fuguet para empezar a escribir sus primeros cuentos).
- Maite Daniels: Amiga de Matías. Nacho y Matías compiten por ver quién tiene algo con ella primero; a pesar de que Nacho y Maite se gustan mutuamente, Matías gana la "competencia" y termina quitándole la virginidad a Maite, aunque Nacho cree que solamente fue un "atraque".
- Flavia Montessori: Compañera de curso, amiga de Antonia y Matías. Aparece en Por favor, rebobinar como una exitosa mánager y mujer de negocios que busca renovar el decadente City Hotel.
- Rubén "Guatón" Troncoso: Compañero de curso. Es un personaje extraño y repulsivo. Maltrata animales pequeños, decapita muñecas, está obsesionado con el nazismo y le confiesa a Matías que se mаsturba con fotografías de víctimas del Holocausto, para después guardar el sеmen en frascos para mermelada. Un tío suyo es exagente de la DINA. Sus padres son extremadamente conservadores y en familia se tratan de "usted".

### Otros personajes
- Loreto Cohn: Mejor amiga de la madre de Matías. Es una mujer sumamente seductora y promiscua.
- Sandro Giuliani: Amigo y socio del padre de Matías, exesposo de Loreto y amante de la madre de Matías.
- Cassia: Brasileña con la que Matías tiene un breve pero impetuoso romance durante su viaje de estudios en Río de Janeiro. Hija izquierdista y desinhibida de un funcionario de la dictadura militar brasileña. Junto a ella, Matías vive sus únicos momentos realmente felices.
- Miriam: Alias "Vasheta". Es una joven judía, fanática de Barbra Streisand, que Matías conoce en el Juancho's y que siente una fascinación casi obsesiva hacia él. Es físicamente poco atractiva ("[...] loca, crespa y chica, levemente gorda, con unos rollitos que se le asoman bajo la polera negra [...] que se calle, que apague esa voz horrorosa, como la de la Olivia de Popeye. O peor.") y está desesperada por acostarse con Matías. Este personaje también apareció posteriormente en Por favor, rebobinar, en el capítulo Damián Walker. Allí se la cita como "Myriam Weinberg".
- Josh Remsen: Músico estadounidense. Matías se entera de su existencia cuando Alejandro Paz le comenta acerca de una entrevista que lee en la Rolling Stone sobre "un rockero que aquí no conoce nadie" y del cual le "impresionó su grado de alienación". El prólogo de una entrevista que concede al The Village Voice lo describe como "el primer rockero judío postpunk, antidisco [...] chico frágil pero tenso, de veintidós años, que nunca terminó la secundaria pero mete a Joyce sin temor en sus erráticas y embriagadoras letras", y le compara con Holden Caulfield. Aunque Matías jamás ha escuchado su música, se siente identificado con su pensamiento nihilista y antisocial. Ha publicado dos álbumes: El durmiente debe despertar (The Sleeper Must Awaken, referencia a la novela Dune) y El Coyote se comió al Correcaminos. Fuguet se basó en Lou Reed y en su amigo personal Mike Patton (vocalista de Faith No More) para crear al personaje de Remsen, el cual también aparece en otras obras del autor. Además, el estribillo de la canción de Faith No More "Falling to Pieces" sirve como epígrafe de Mala onda.